# Greater Los Angeles Auto Show

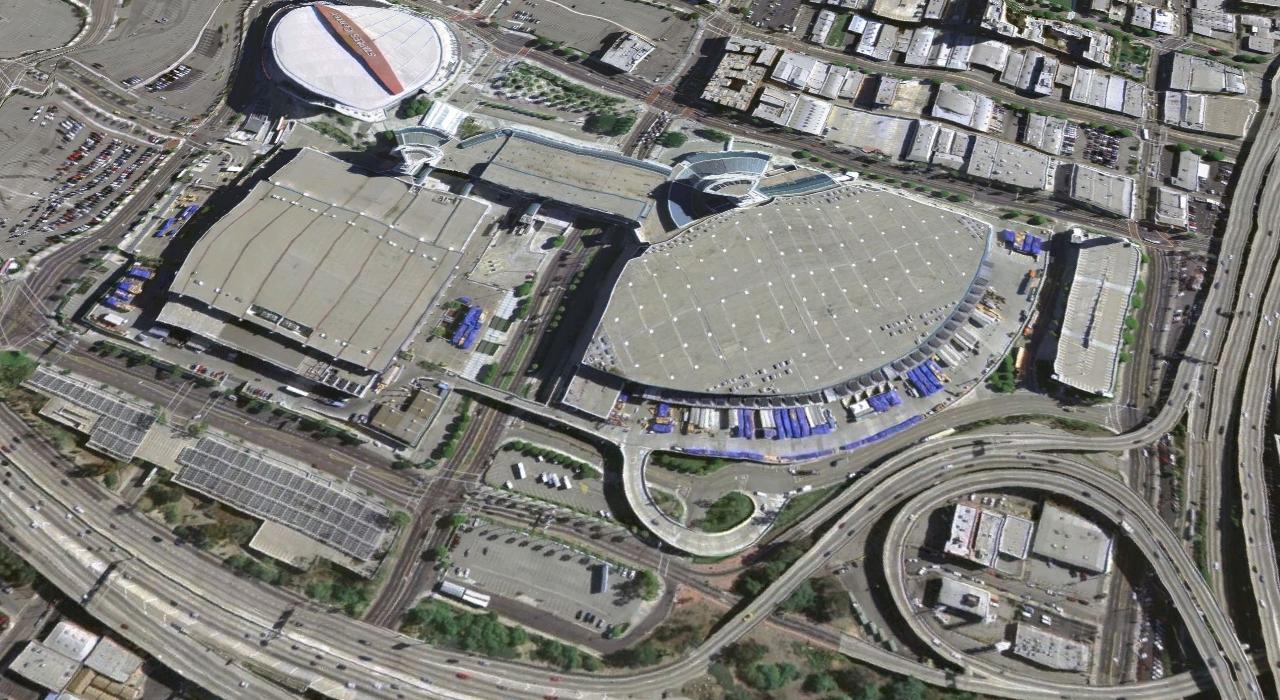
Het Los Angeles Convention Center vanuit de lucht.

De Greater Los Angeles Auto Show is een autosalon die wordt gehouden in Los Angeles in de Verenigde Staten. De show wordt jaarlijks georganiseerd en gehouden in het Convention Center in Los Angeles. De show werd voor het eerst gehouden in 1907, toen nog in Morley's Skating Rink dat op korte afstand ligt van de huidige locatie.
Oorspronkelijk werd de show altijd gehouden in januari, daar is in 2006 echter verandering in gekomen. Dit om de North American International Auto Show niet in de weg te zitten. Sindsdien vindt de Greater Los Angeles Auto Show plaats in november. In 2006 waren er hierdoor twee edities, één in januari en een in november. De Greater Los Angeles Auto Show werd in 2006 de tweede Amerikaanse autoshow erkend door de Organisation Internationale des Constructeurs d'Automobiles.

## Introducties
De volgende auto's werden geïntroduceerd op de Greater Los Angeles Auto Show:

### 2007
De show werd gehouden van 16 tot en met 25 november.

#### Wereldpremières
- Chevrolet Malibu Hybride
- Chevrolet Silverado Hybride
- Chrysler Aspen Hybride
- Chevrolet Kalos
- Dodge Durango Hybride
- Dodge Viper SRT-10 ACR
- Ford Mustang Bullitt
- Honda FCX
- Lincoln MKS
- Lotus Elise SC
- Mercedes-Benz C 63 AMG
- Nissan Murano
- Pontiac Vibe
- Toyota Sequoia
- Volkswagen Tiguan

#### Conceptmodellen
- Audi Cross Cabriolet Quattro
- Volkswagen Space Up Blue